# Enoch Light
Enoch Henry Light (18 de agosto de 1905, Canton, Ohio - 31 de julho de 1978, Redding, Connecticut) foi um violinista clássico, líder de banda e engenheiro de áudio americano.